# 알라쿨리 칸
알라쿨리 칸(러시아어: Аллакули, 1794년 ~ 1842년)은 다섯 번째 우즈베크족의 통치자이자 1825년에서 중앙아시아에 패권을 잡았던 칸이였으며 1842년까지 히바 칸국의 47번째 칸이다.

## 생애
1825년 그의 아버지이자 선대 칸인 무함마드 라힘 1세 칸이 사망한 이후 그의 아들인 알라쿨리아 히바 칸국의 칸이 되었다.

## 국내 정책
그가 통치하면서 국가를 칸의 중앙권력화로 이끌려고 시도했다. 1828년에는 샤리크 부족의 반란을 진압하기도 했다.
알라쿨리 칸은 경제 활성화 정책에 중점을 두었다. 그의 통치 기간 동안 화레즘 지역의 대규모 관개사업을 펼쳤다. 1830년부터 1831년에는 코네우르겐치 도시를 세웠다.
알라쿨리 칸은 반복적으로 부하라 토후국을 공격했다. 또한 호라산 주도 5차례 원정하였다.
그리고 러시아 제국과 전쟁을 치른 후 알리쿨리 칸은 칙령을 발표하여 포로의 반환과 함께 칸국의 백성들이 러시아인 또는 다른 대초원 지역에서 러시아인 노예를 사들이는 것을 금지하였다.

## 외교 정책
그의 통치 기간에는 러시아 제국, 오스만 제국, 페르시아, 아프가니스탄, 대영제국 등 5개 나라와 외교관계를 맺었다.
1840년에는 히바 칸국에 영국인 대사 제임스 에벗이 방문하기도 했다.
또한, 1840년의 러시아 관계 냉각 사태로 인해 히바의 사절인 효자 아타니즈를 샹트페테르부르크로 보내기도 했다.
1841년에는 니키포로프의 주도로 히바의 러시아 사절 임무를 수행하기도 했다.

## 문화 정책

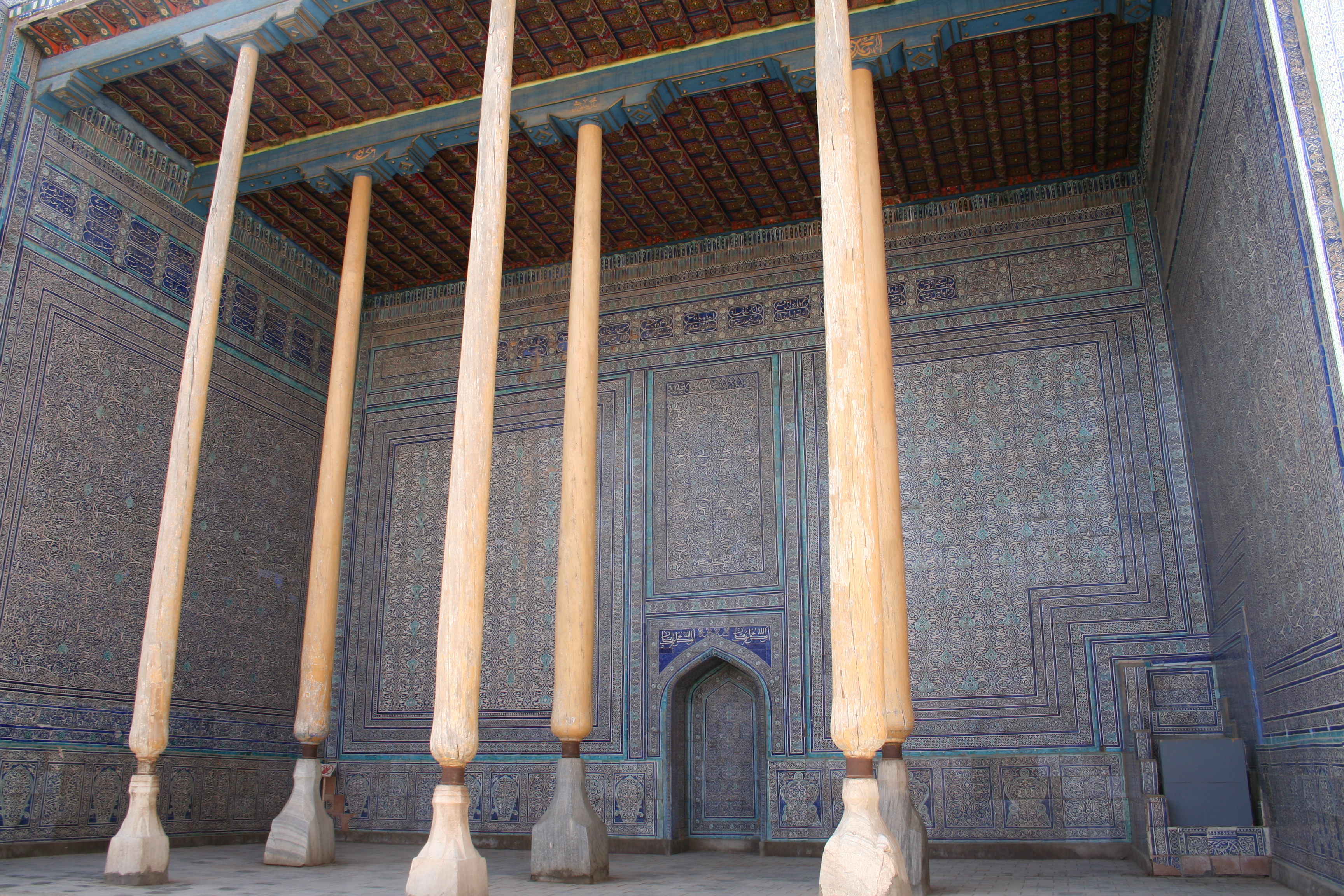
히바 도시의 아크 모스크

알라쿨리 칸 시기에는 대부분 완성되었는데 쿤나이크 궁전을 대신할 거처로 히바 시의 동부 끝에 거대한 왕궁인 타쉬 하울리 궁전(1830년~1832년)을 지었고 마드라사(1834년~1835년), 캐러밴서라이(1832년~1933년), 거래소, 사원 등을 건설하였다.
1842년에는 히바 도시를 6km 길이의 외벽(디산-카라)로 세워서 방어 시설을 건축했다.

## 사후
알라쿨리 칸이 사망한 이후, 히바 칸국은 그의 아들인 라힘쿨로프 칸이 이어받게 되었다.

## 참고 문헌
- (러시아어) Гуломов Х. Г., Дипломатические отношения государств Средней Азии с Россией вXVIII — первой половине XIX века. Ташкент, 2005
- (러시아어) Гулямов Я. Г., История орошения Хорезма с древнейших времен до наших дней. Ташкент. 1957
- (러시아어) История Узбекистана. Т.3. Т.,1993.
- (러시아어) История Узбекистана в источниках. Составитель Б. В. Лунин. Ташкент, 1990
- (러시아어) История Хорезма. Под редакцией И. М. Муминова. Ташкент. 1976.
- (러시아어) Муталов О., Хива хонлиги Оллокулихон даврида. Тошкент. 2005.

| 전임 무함마드 라힘 1세 | 제47대 히바 칸국의 칸 1825년 ~ 1842년 | 후임 라힘쿨로프 칸 |